# 286 г. пр.н.е.
286 (двеста осемдесет и шеста) година преди новата ера (пр.н.е.) е година от доюлианския (Помпилийски) римски календар.

## Събития

### В Мала Азия
- Царят на Македония Деметрий I Полиоркет воюва с неуспех в Мала Азия като се проваля в опитите си да завземе крайбрежните територии на Лизимах и е принуден да отстъпи в земите на Селевк I Никатор. Преследван и изправен пред проблема на непрекъснато смаляващия се размер на армията му той е пленен от Селевк в планините Тавър.[1]

### В Римската република
- Консули са Марк Валерий Максим Поцит и Гай Елий Пет.
- Приет е Lex Aquilia, който регламентира отговорността при нанасяне на щети върху чуждо имущество.[2]

## Родени
- Антиох II Теос, цар от династията на Селевкидите (умрял 246 г. пр.н.е.)